# Krtok
Krtok (en serbe cyrillique : Крток) est un village de Serbie situé dans la municipalité de Kuršumlija, district de Toplica. Au recensement de 2011, il comptait 20 habitants.

## Démographie
| 1948 | 1953 | 1961 | 1971 | 1981 | 1991 | 2002 | 2011 |
| ---- | ---- | ---- | ---- | ---- | ---- | ---- | ---- |
| 407  | 406  | 409  | 297  | 155  | 73   | 39   | 20   |

|  |